# Ludwigia myrtifolia
Ludwigia myrtifolia är en dunörtsväxtart som först beskrevs av Jacques Cambessèdes, och fick sitt nu gällande namn av Kanesuke Hara. Ludwigia myrtifolia ingår i släktet ludwigior, och familjen dunörtsväxter. Inga underarter finns listade i Catalogue of Life.